# Rượu rắn

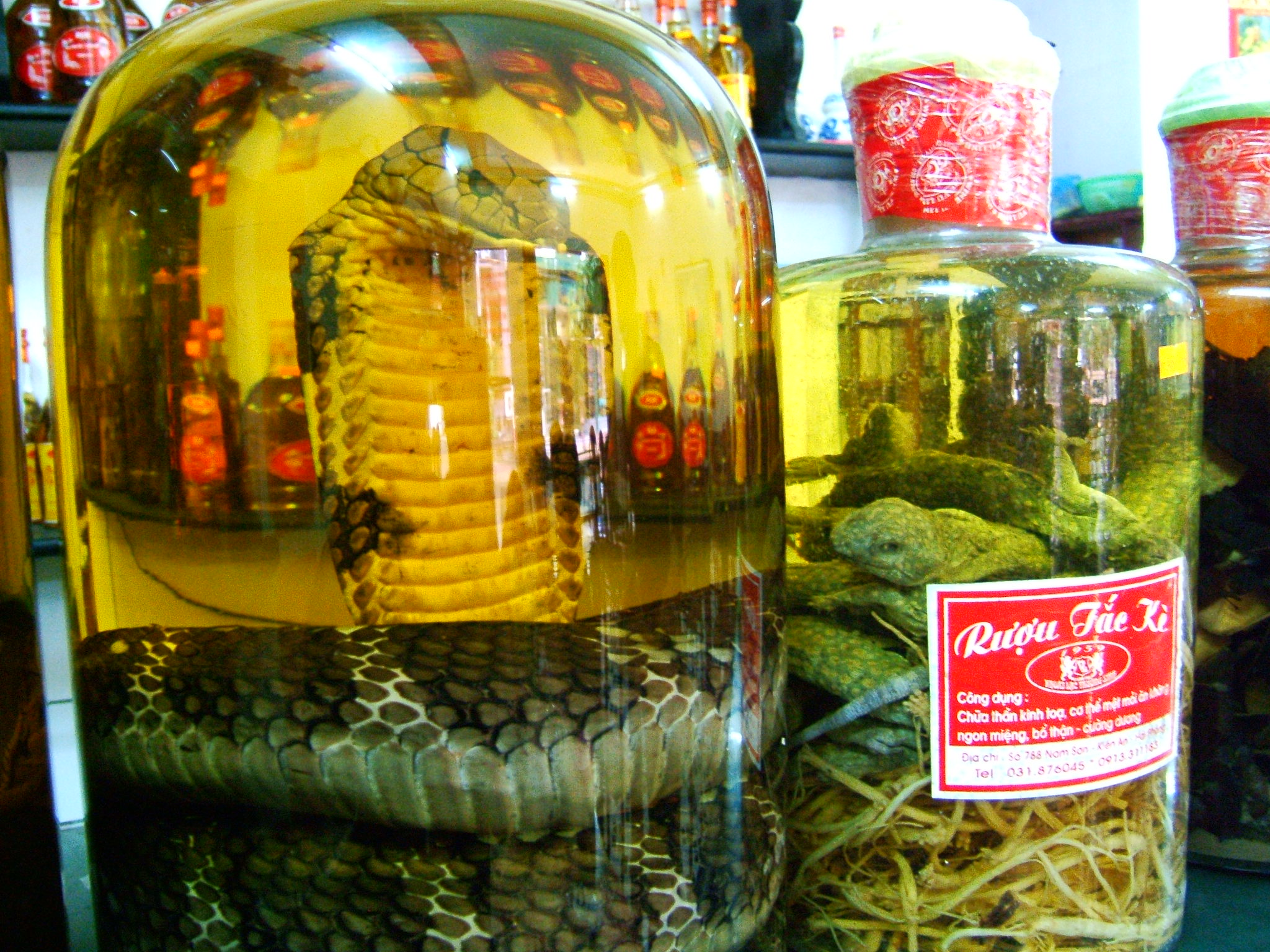
Rượu rắn ở Việt Nam

Rượu rắn là một loại rượu thuốc trong đó, xác rắn được ngâm trong rượu gạo nồng độ cao. Thông thường rắn được chọn ngâm là rắn độc. Rượu rắn đã có từ thời Tây Chu và được coi là một loại thuốc trị bệnh, giúp tráng dương theo đông y. Nó có thể được tìm thấy ở Trung Quốc, Việt Nam, Lào, Thái Lan, Campuchia và trên khắp khu vực Đông Nam Á.

## Đặc điểm
Rượu ngâm nguyên con thường gặp rượu rắn ngâm theo số lẻ một con (bộ ba hay tam xà: thường là một con rắn hổ mang, một con cạp nong, một con rắn ráo), bộ 5 hay ngũ xà (thêm vào bộ ba hai con rắn khác là một con cạp nia, một con hổ trâu hoặc sọc dưa) hoặc có thể nhiều hơn năm loại rắn. Tại Nam Bộ Việt Nam, người ta thường dùng bộ 3 (tam xà tửu): một con hổ lửa, một con mai gầm, một con hổ đất. Bộ 5 (ngũ xà tửu): thêm vào bộ 3 trên một con hổ bành (hổ mang) và một con hổ hèo (hổ trâu). Bộ 10 (thập xà tửu): từ bộ 5, thêm năm con rắn khác: một con rắn lục, một con rắn bông súng, một con rắn ri cá, một con ri ròi, một con rắn bồng.
Lúc ngâm không được để mất mật rắn và phải hạn chế tối đa mùi tanh. Người ta chích lấy mật trước. Rắn được mổ bỏ hết phủ tạng, mật rắn lấy riêng ngâm vào một lọ chứa rượu có nồng độ 35 - 40%. Dùng rượu rửa sạch máu rắn, sau đó ngâm rắn vào hỗn dịch gừng tươi và rượu để khử mùi tanh (500g gừng tươi, rửa sạch, giã nát, thêm 0,5 lít rượu 35 - 40%), ngâm trong 30 phút. Lấy rắn ra, để khô se là có thể tiến hành ngâm rượu được.